# Ecteinascidia tortugensis
Ecteinascidia tortugensis är en sjöpungsart som beskrevs av Plough och Jones 1939. Ecteinascidia tortugensis ingår i släktet Ecteinascidia och familjen Perophoridae. Inga underarter finns listade i Catalogue of Life.